# Ořech
Ořech (en allemand : Worschech) est une commune du district de Prague-Ouest, dans la région de Bohême-Centrale, en République tchèque. Sa population s'élevait à 981 habitants en 2020.

## Géographie
Ořech se trouve à 5 km à l'est-sud-est de Rudná et à 12 km à l'ouest-sud-ouest du centre de Prague.
La commune est limitée par Prague au nord et à l'est, par Kosoř au sud-est et au sud, et par Choteč et Zbuzany à l'ouest.

## Histoire
La première mention écrite de la localité date de 1337.